# Linda Sundblad
Linda Caroline Sundblad (Lidköping, 5 de julio de 1981) es una cantante, actriz y modelo sueca.

## Biografía
A la edad de 13 años, Sundblad descubrió su potencial como cantante, y decidió abandonar la escuela secundaria durante el segundo año. A los 15 años comenzó su carrera musical en la banda de rock Lambretta, con la cual grabó 3 álbumes y alcanzó el éxito internacional con los sencillos Bimbo y Creep. La banda se disolvió en 2006 y desde entonces emprendió su carrera musical como solista, grabando 2 álbumes: Oh My God! (2006) y Manifest (2010). El sencillo Oh Father del álbum Oh My God! fue nominado para un premio Grammis. 
Entre 2008 y 2009, Sundblad trabajó como líder del programa P3 Star en la radio de Suecia. 
En 2011, compitió en el Melodifestivalen (festival de la melodía) con la canción Lucky You, y terminó en el sexto lugar de la competencia. 
En 2015, Sundblad formó el dúo Kärlekståget ((en inglés) The Love Train) con Amanda Pesikan, enfocándose en la nostalgia de la música de MTV de los años 1990, el deep house y el pop moderno. 
En abril de 2017, lanzó nuevamente un sencillo como solista, Bridges, en donde colaboró con Tensta Gospel Choir en algunas partes de la grabación. 
En 2018, en relación con las elecciones parlamentarias de ese año por parte de la Confederación de Sindicatos Suecos, Sundblad hizo un cover de la canción del cantautor inglés Billy Braggs There Is Power in a Union.
Sundblad  ha escrito canciones para artistas como Fibes, Oh Fibes !, Kim Wilde, Amanda Jenssen, Darin Zanyar y Johan Palm.

## Discografía

### Como solista
Álbumes de estudio 
- Oh My God! (2006)
- Manifest (2010)

Sencillos 
- Oh Father (2006, SE #1)
- Lose You (2006, SE #2)
- Back in Time (2007)
- Who (Q Boy) (2007)
- Cheat (2007)
- 2 All My Girls (2009, SE #50)
- Let's Dance (2010, SE #7)
- Perfect Nobody (2010)
- Lucky You (2011)

### Lambretta
Álbumes de estudio 
- Breakfast (julio de 1999)
- Lambretta (junio de 2002)
- The Fight (marzo de 2005)

Sencillos 
- Blow Up All My Fuses (1999)
- Absolutely Nothing (1999)
- And All The Roses (1999)
- Bimbo (abril de 2002)
- Creep (August 2002)
- Perfect Tonight (2002)
- Chemical (2004)
- Anything (2004)
- Kill Me (2004)